# Richard Neustadt
Richard Elliott Neustadt, född 26 juni 1919 i Philadelphia, Pennsylvania, död 31 oktober 2003 i London, var en amerikansk statsvetare och historiker.

## Biografi
Neustadt tog 1939 en bachelorexamen i historia från University of California, Berkeley, följt av en masterexamen vid Harvard University 1941. Han tog gick 1942 med i USA:s flotta som trängofficer och kom att tjänstgöra i Aleuterna och i Oakland, Kalifornien. Efter kriget kom Neustadt att arbeta för budgetbyrån i Washington, D.C. medan han samtidigt arbetade på sin doktorsavhandling vid Harvard, den senare var färdig 1951. Han arbetare som rådgivare i presidentkansliet för USA:s president Harry S. Truman från 1950 fram till slutet på dennes mandatperiod. Efter tiden i Vita huset var Neustadt professor i offentlig förvaltning vid Cornell University fram till 1954 och därefter i 10 år vid Columbia University. 
Under tiden på Columbia 1960 skrev han boken den inflytelserika boken Presidential Power om det amerikanska presidentämbetet; i denna argumenterade han för att ämbetet egentligen mer handlar om innehavarens förmåga att övertala andra ("the power to persuade others") att samarbeta än om ett formellt maktutövande, som kan hindras av kongressen, domstolsväsendet eller byråkratin. En uppdaterad andra upplaga med titeln Presidential Power and the Modern Presidents: The Politics of Leadership gavs ut 1990.
Han arbetade även som informell rådgivare åt John F. Kennedy, Lyndon B. Johnson och Bill Clinton. Han var en av grundarna av John F. Kennedy School of Government vid Harvard University. Efter mer än 20 års undervisning vid Kennedy School of Government blev han 1989 professor emeritus.
Första hustrun Bertha Cummings "Bert" Neustadt avled 1984. Han gifte om sig 1987 med den brittiska politikern Shirley Williams och hade ett hus på Cape Cod i Massachusetts, men bodde större delen av tiden i England. Neustadt fullbordade kort före sin död Roy Jenkins sista bok Franklin Delano Roosevelt.